# Булетић
Булетић је насељено мјесто у општини Теслић, Република Српска, БиХ. Према попису становништва из 1991. у насељу је живјело 2.419 становника.

## Географија
Насеље се састоји од Горњег и Доњег Булетића.

## Образовање
У Доњем Булетићу се налази подручно одјељење Основне школе „Стеван Душанић“.

## Становништво
| Националност       | 1991. | 1981. | 1971. | 1961. |
| Срби               | 2.292 | 2.238 | 1.961 | 1.843 |
| Југословени        | 76    | 20    |       |       |
| Муслимани          | 12    | 11    | 14    | 13    |
| Хрвати             | 6     | 3     | 1     |       |
| остали и непознато | 33    | 7     | 7     | 4     |
| Укупно             | 2.419 | 2.279 | 1.983 | 1.860 |

| Демографија | Демографија | Демографија |
| Година      | Становника  | Становника  |
| ----------- | ----------- | ----------- |
| 1961.       | 1.860       |             |
| 1971.       | 1.983       |             |
| 1981.       | 2.279       |             |
| 1991.       | 2.348       |             |